# Vittefleur
Vittefleur – miejscowość i gmina we Francji, w regionie Normandia, w departamencie Sekwana Nadmorska.
Według danych na rok 1990 gminę zamieszkiwało 678 osób, a gęstość zaludnienia wynosiła 83 osoby/km² (wśród 1421 gmin Górnej Normandii Vittefleur plasuje się na 352. miejscu pod względem liczby ludności, natomiast pod względem powierzchni na miejscu 453.).